# Fișici, Buzău
Fișici este un sat în comuna Bozioru din județul Buzău, Muntenia, România. Se află în zona de munte.